# Discoverer 37
 Discoverer 37 – niedoszły amerykański satelita wywiadowczy. Stanowił część tajnego programu CORONA. Był ostatnim statkiem serii KH-3 tego programu.
Start, który odbył się z kosmodromu Vandenberg w dniu 13 stycznia 1962 o godzinie 21:41 GMT, rakietą Thor Agena B, nie powiódł się. Zawiódł człon Agena B, który nie włączył się ponownie. Niepowodzenie to oznaczono w katalogu COSPAR jako 1962-F01.
Satelita był własnością amerykańskiego wywiadu (dzisiejszej CIA), a zbudowała go firma Lockheed Martin.
Inne nazwy misji to: Corona 37, CORONA 9030, KH-3 9030, Agena B 1120, FTV-1120. Oznaczeniem kapsuły powrotnej było SRV 571.

## Galeria

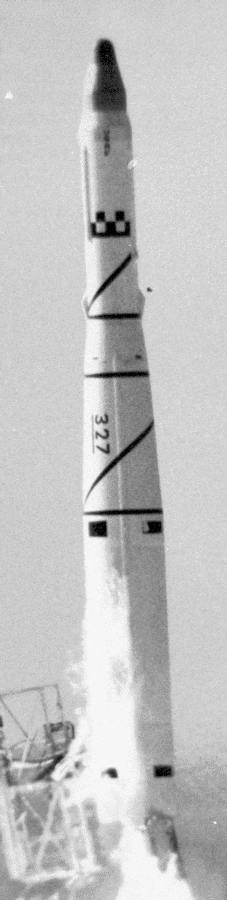
Moment startu rakiety Thor Agena B z satelitą Discoverer 37
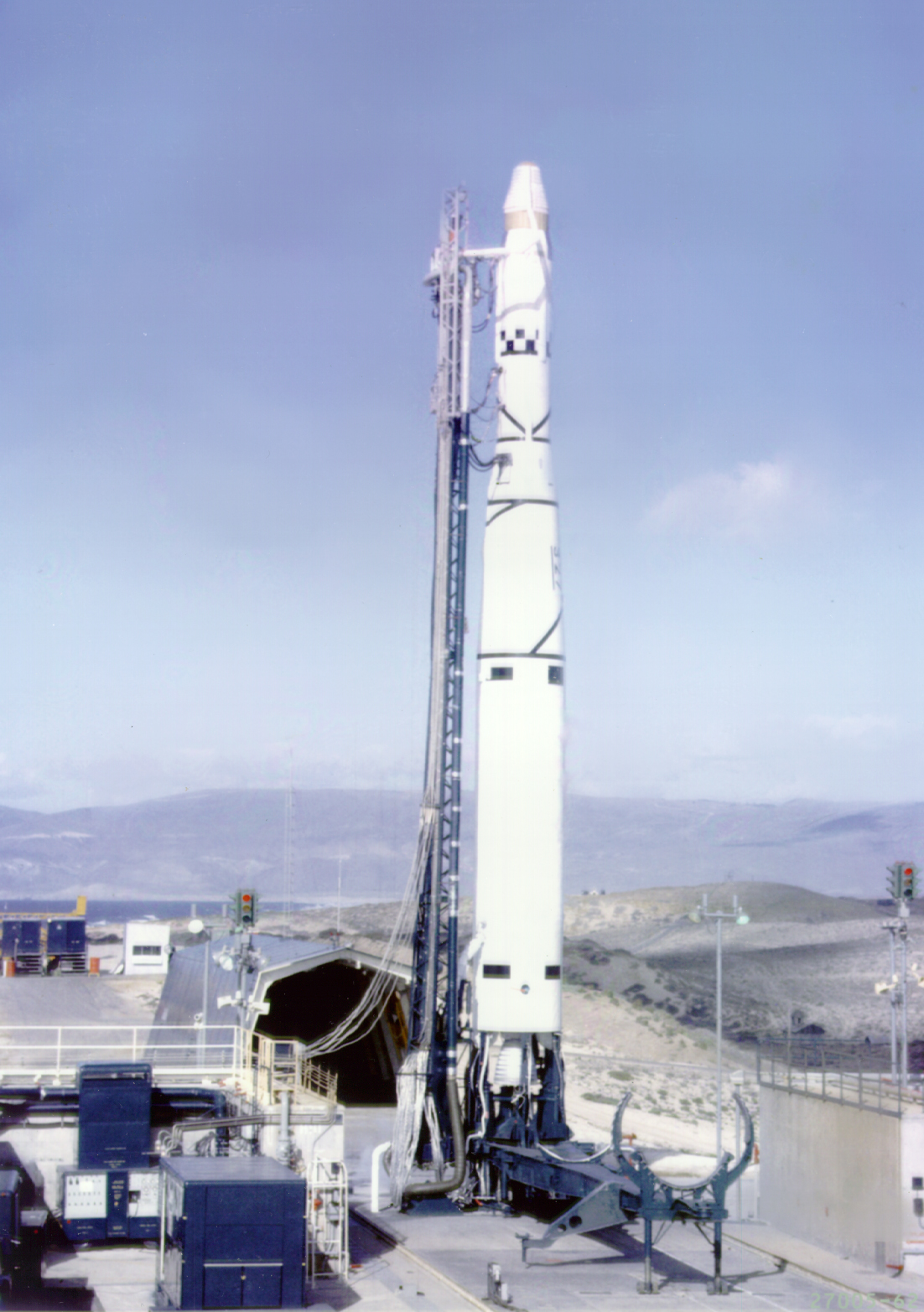
Thor Agena B z satelitą Discoverer 37 na wyrzutni startowej (13 stycznia 1962)